# Thomas Grenville (officier)
Thomas Grenville (4 avril 1719 - 3 mai 1747) est officier de la Royal Navy et député de Bridport. Il participe à la Guerre de Succession d'Autriche.

## Biographie
Thomas Grenville est le septième fils de l'homme politique Richard Grenville,. Ses frères aînés, George et Richard, sont également des personnalités politiques. George est Premier ministre entre 1763 et 1765. Thomas est le beau-frère de William Pitt l'Ancien. Ils sont politiquement proches des deux hommes, comme tous les Cobham Cubs du groupe Patriot Whig, dirigé par son oncle Lord Cobham.
Thomas Grenville entre dans la Royal Navy et atteint le rang de lieutenant en 1740 et de capitaine en 1742. Il reçoit le commandement du HMS Romney 50 canons le 6 avril 1742 et au large du cap Saint-Vincent en mars 1743, il s'empare d'un navire espagnol naviguant de Veracruz à Cadix avec une cargaison extrêmement précieuse d'une valeur de 120 000 à 130 000 £. Dans une lettre à son frère George, Grenville estime que sa part se situe probablement entre 30 000 et 40 000 £, mais elle ne semble en réalité pas avoir dépassé la moitié. Il est ensuite nommé au HMS Falkland 50 canons et sert au large de la côte irlandaise.
Il est transféré au HMS Defiance 60 canons en 1746 et élu député de la ville navale de Bridport le 12 décembre 1746,. Il doit mener une opération indépendante au début de 1747, sous l'influence de son frère George, qui est à l'époque l'un des lord de l'amirauté, mais au dernier moment, ses ordres sont modifiés et Grenville reçoit l'ordre de rejoindre la flotte de George Anson. Cette modification des ordres provoque de la contrariété, mais Anson écrit à George Grenville pour lui promettre qu'il détacherait Thomas dès qu'il le pourrait.
Le 3 mai, Anson rencontre une escadre française sous le commandement du marquis de la Jonquière, au large du cap Finisterre et les attaque. À la bataille du cap Finisterre, Anson remporte une victoire décisive, mais Grenville figure parmi les victimes. Deux heures après le début des combats, il a été touché par un gros éclat qui lui a écrasé la cuisse gauche. La jambe est immédiatement amputée, mais Grenville succombe à ses blessures cinq heures plus tard,,. Son corps retourne en Angleterre, où George Lyttelton écrit que la joie de la victoire « est diminuée pour notre famille par la perte du pauvre capitaine Grenville, l'un des jeunes hommes les plus prometteurs de la marine, et qui, s'il vivait, été un honneur non seulement pour sa famille, mais pour son pays ». Thomas Grenville a été enterré au siège familial à Wotton Underwood. Son oncle, Lord Cobham, a élevé une colonne à sa mémoire dans l'enceinte de Stowe House.